# Szelment Mały
Szelment Mały – jezioro położone w północno-wschodniej Polsce, na Pojezierzu Wschodniosuwalskim, w woj. podlaskim, w powiecie suwalskim, w gminie Szypliszki.
Szelment Mały zalicza się do zbiorników polodowcowych rynnowych. Linia brzegowa jest silnie rozwinięta. Akwen można podzielić na dwie części: północno-wschodnią – płytszą oraz południową – głębszą. Część północno-wschodnia od wschodu połączona jest wąskim przesmykiem z jeziorem Jodel.
Jezioro znajduje się na obszarze chronionego krajobrazu Pojezierza Północnej Suwalszczyzny.